# 許俊碩
許俊碩（韓語：허준석，1982年6月11日—），韓國男演員。

## 演出作品

### 電視劇
- 2010年：SBS《天使的誘惑》飾演 為娥蘭辦事之徒
- 2010年：SBS《Oh! My Lady 愛你喲》飾演 崔太求
- 2010年：SBS《奇蹟的愛》
- 2010年：SBS《醫生冠軍》飾演 金慶雨
- 2011年：SBS《樹大根深》飾演 終手
- 2012年：SBS《電視劇帝王》飾演 韓康旭
- 2013年：SBS《主君的太陽》飾演 景修
- 2014年：SBS《Three Days》飾演 金英煥
- 2014年：TV朝鮮《最佳婚姻》飾演 金俊英
- 2015年：SBS《看見味道的少女》飾演 姜尚文
- 2015年：SBS《六龍飛天》飾演 大根
- 2016年：SBS《Mrs. Cop 2》
- 2016年：SBS《戲子》飾演 金周漢
- 2016年：KBS《Beautiful Mind》飾演 洪一凡
- 2017年：SBS《奇怪的搭檔》飾演 禹熙奎
- 2017年：SBS《李判史判》飾演 河英勳
- 2018年：SBS《命運與憤怒》飾演 金昌秀
- 2019年：JTBC《浪漫的體質》飾演 東基
- 2021年：JTBC《Sisyphus: the myth》飾演 韓泰山
- 2021年：OCN 《Chimera》飾演 高光秀
- 2022年：SBS《那年，我們的夏天》飾演 方義勳
- 2023年：ENA《跟我說愛我》飾演 洪基賢
- 2023年：Disney+《非法正義》飾演 文大石
- 2024年：Netflix《炸雞奇遇記》饰演 警察（友情出演）
- 2024年：tvN《The Auditors監察》飾演 蔡鐘佑（特別出演）
- 2024年：Netflix《京城怪物2》飾演 龍吉
- 2025年：SBS《我的完美秘書》飾演 韓正源（友情客串）
- 2025年:Disney+《揭密最前線》飾演  黃真優

### 電影
- 2009年：短片《以父之名》（아버지의 이름으로）
- 2010年：短片《坏的教育》（나쁜 교육）
- 2011年：短片《爱情万岁》（애정만세）
- 2011年：短片《未成年》（미성년）
- 2012年：《去密越岛的路》饰演 宰浩
- 2012年：《共謀者》饰演 开场白的男子
- 2012年：《聖殤》饰演 自杀男子
- 2013年：《加油啊，李先生》饰演 承宝
- 2013年：《回家的路》饰演 水在
- 2013年：短片《圣诞快乐》（메리 크리스마스）
- 2014年：《獵殺對戰》
- 2014年：《棋院的日子》饰演 天秀
- 2014年：《噗通噗通我的人生》饰演 胜灿
- 2014年：《我的独裁者》饰演 神经外科医生
- 2014年：《技術者們》饰演 警察
- 2015年：《二十行不行》饰演 范秀
- 2015年：《谎言》饰演 驾校讲师（特別出演）
- 2015年：《衝出不歸路》饰演 暴力男子
- 2016年：《狩獵》饰演 金警长
- 2017年：短片《即兴表演》（애드립）（导演、主演）
- 2017年：《数着夜晚的星星》（헤이는）饰演
- 2018年：《风风风》饰演 老人大学老师
- 2018年：《家》饰演 姜元宰
- 2018年：《朴花英》飾演 警察（特別出演）
- 2018年：《屍殺帝國》饰演 刀疤
- 2018年：《你千万别着急》（너는 결코 서둘지 말라）饰演 亨柱
- 2018年：短片《空回转》（공회전）
- 2019年：《雞不可失》飾演 鄭室長[3]
- 2019年：《青春催落去》飾演 董大文
- 2020年：《詭妹》飾演 周警官
- 2021年：《大人们不懂》饰演 俊硕
- 2021年：《奇蹟：給總統的一封信》飾演 宣傳科長（特別出演）
- 2022年：《高速公路家族》饰演 拘留所的男子
- 2023年：《我灿烂的复仇》饰演 柳一才[4]
- 2023年：《Dream》飾演 黃仁國[5]
- 2023年：《貴公子》飾演 姜律師
- 2024年：《结婚，你愿意吗？》饰演 金泰勇[6]

## 外部連結
- 許俊碩的Instagram帳戶
- 許俊碩在NAVER上的资料
- 許俊碩在韩国电影数据库（KMDb）上的資料（韓語）
- 許俊碩在互联网电影资料库（IMDb）上的資料（英文）
- 許俊碩在豆瓣上的资料（简体中文）